# ヨリス・ファン・デル・ハーヘン
ヨリス・ファン・デル・ハーヘン（Joris Abrahamsz. van der Haagen、1615年ごろ – 1669年5月23日（葬礼日））はオランダ黄金時代の画家の一人である。風景画を専門に描いた。

## 作品

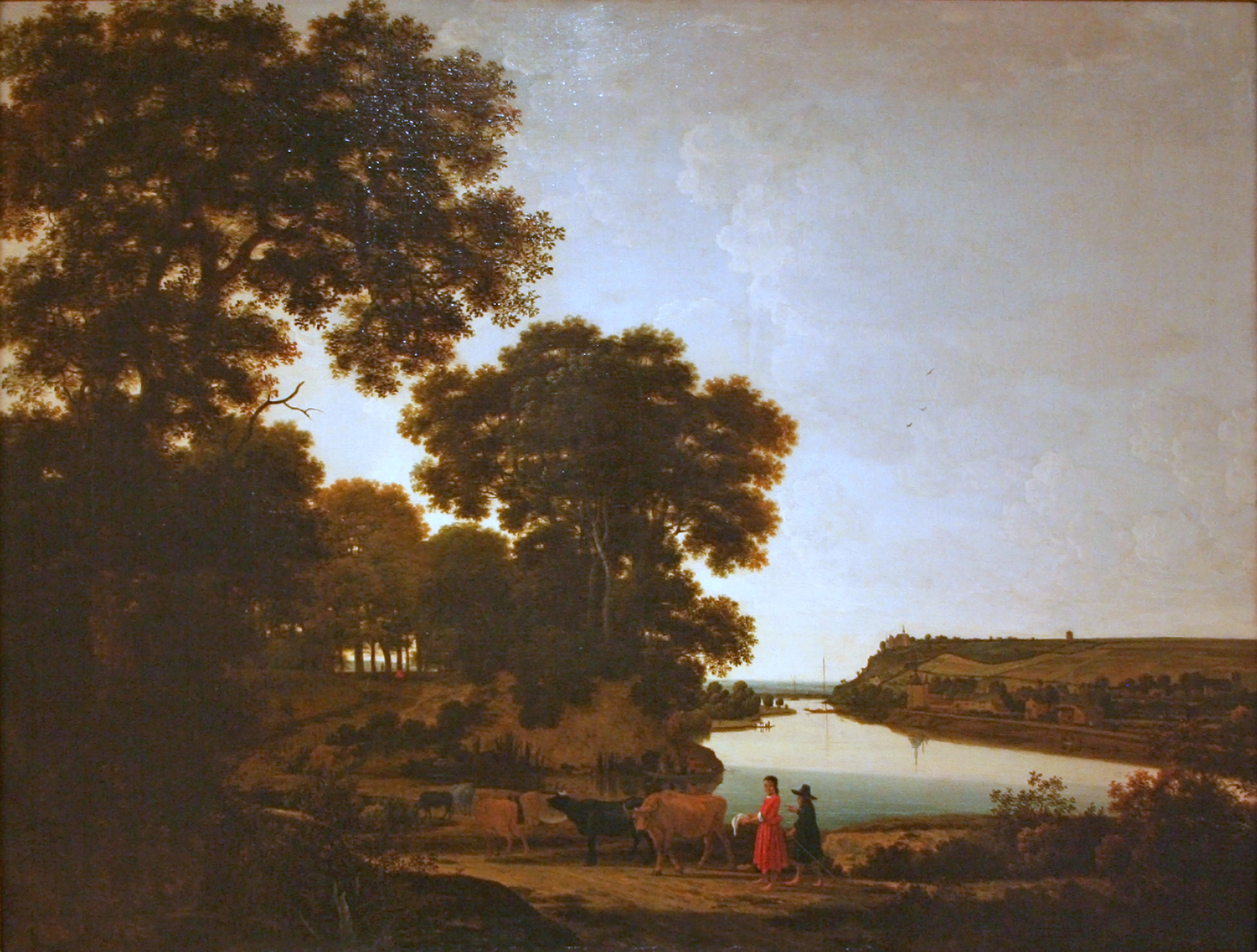
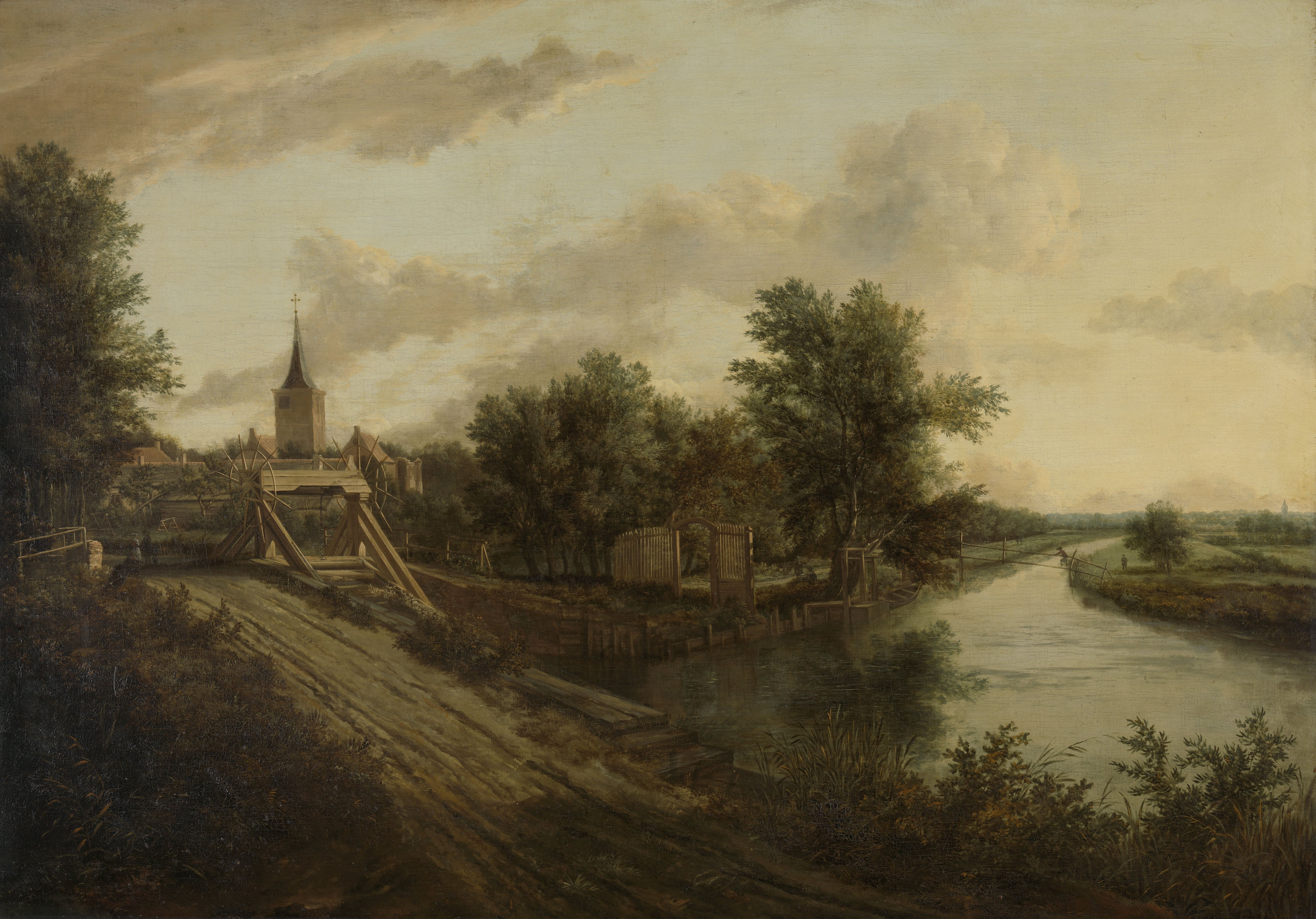
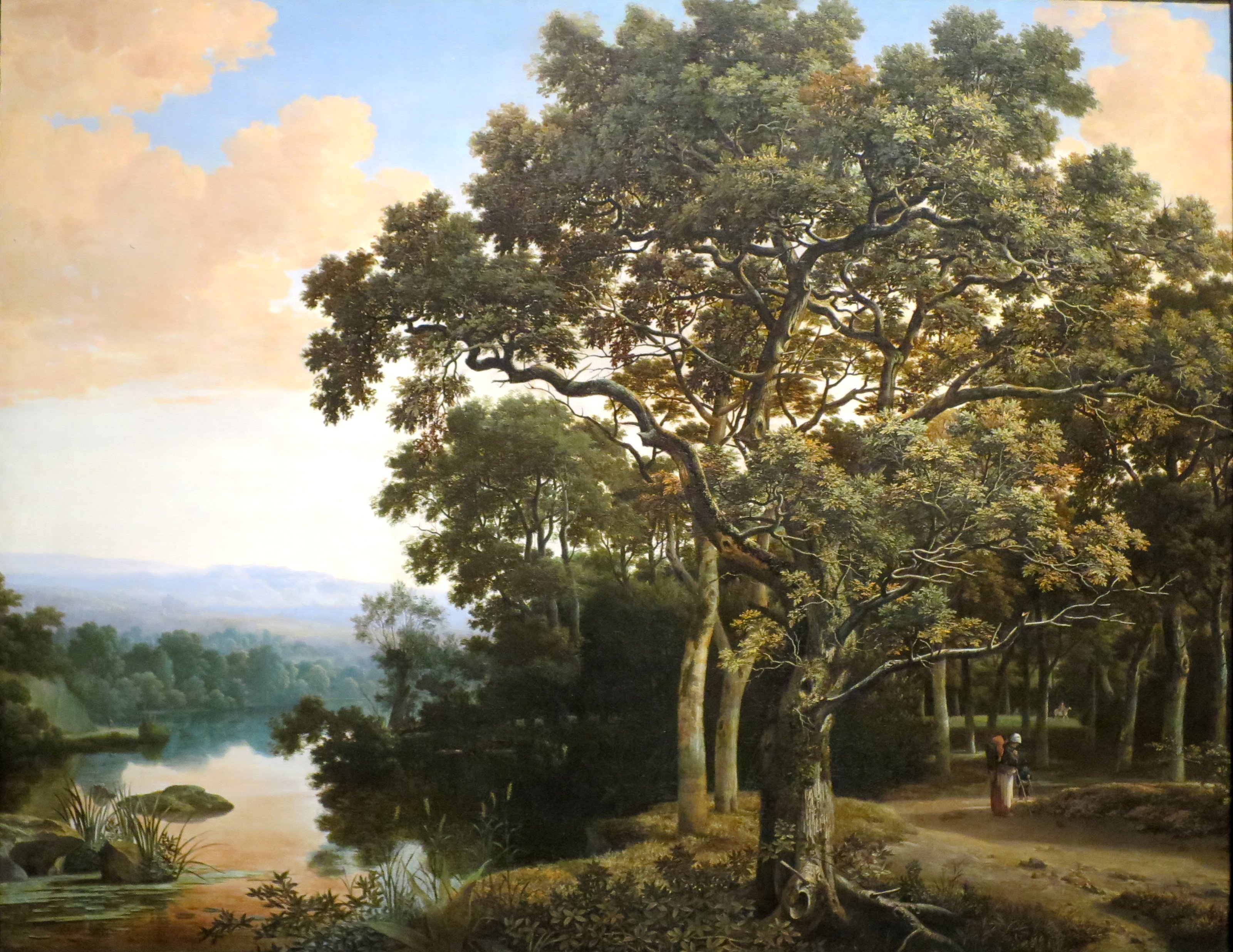
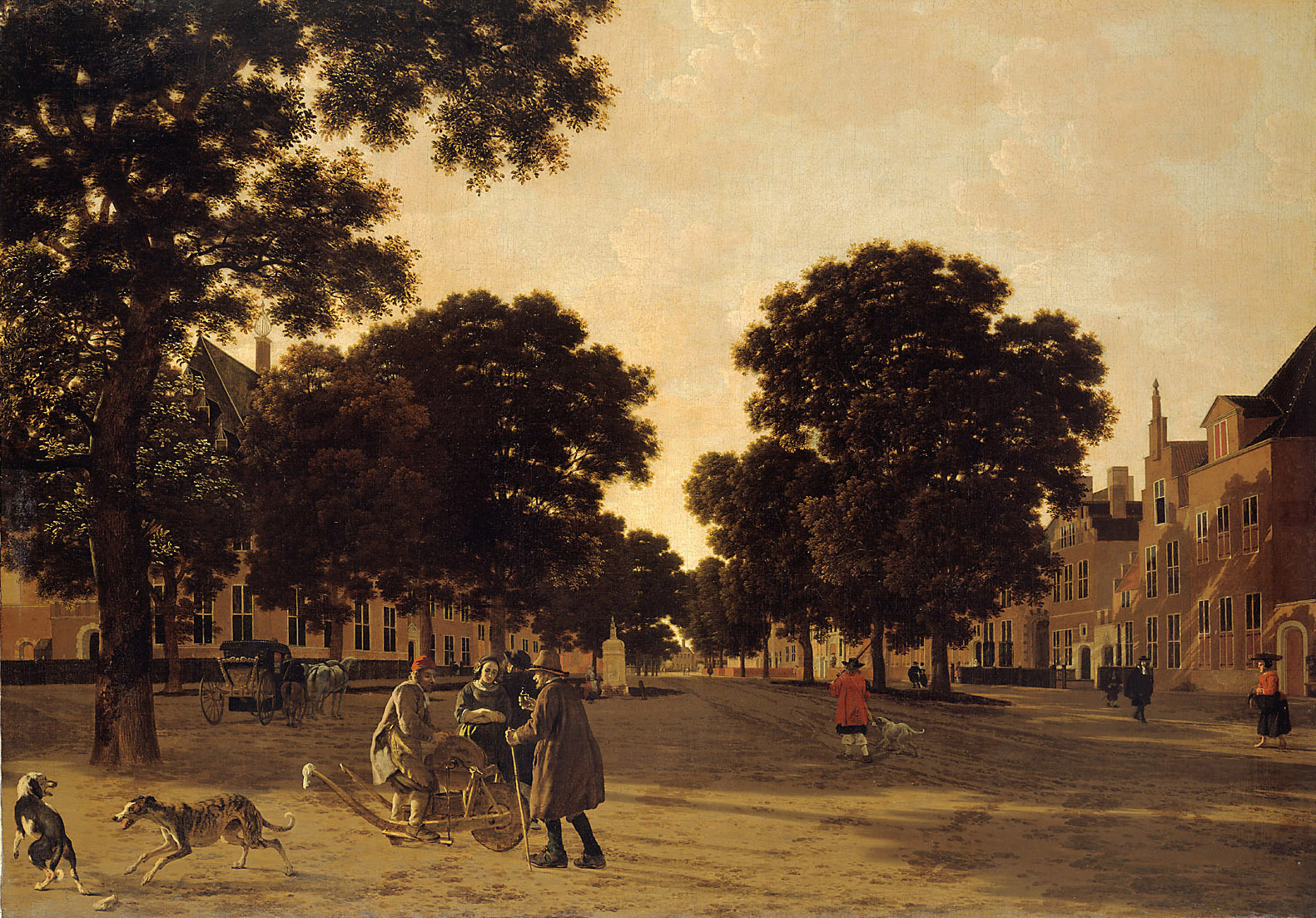

## 略歴
アーネムで生まれた。父親のアブラハム・ファン・デル・ハーヘン(Abraham van der Haagen: 1587 - 1639)は作品は残されていないが、ドルトレヒト生まれでアーネムで働いた画家とされている。ヨリス・ファン・デル・ハーヘンは父親から絵を学んだと推定され、1630年にはアムステルダムかアーネムで画家としての活動を始めた。1639年に父親が亡くなったが後、デン・ハーグに移り、1642年にそこで結婚した。1643年にハーグの聖ルカ組合に入会した。1652年と1653年に組合長を務め、1644年にデン・ハーグの市民権を得た。ハーグの画家の利益を守るために、1656年に結成された「Confrérie Pictura(絵の兄弟信心会)」の創立メンバーになった。この組合は19世紀にプルクリ・スタジオという新しい美術グループが結成されるまで存続した。
ヨリス・ファン・デル・ハーヘンは主に風景画を描き、同時代のオランダの風景画家、メインデルト・ホッベマ(1638-1709)やヤーコプ・ファン・ロイスダール(1628-1682)のスタイルと共通している。